# Клере-сюр-Бренон
Клере́-сюр-Брено́н (фр. Clérey-sur-Brenon) — коммуна во французском департаменте Мёрт и Мозель, региона Лотарингия. Относится к кантону Везелиз.

## География
Клере-сюр-Бренон расположен в 21 км к югу от Нанси. Соседние коммуны: Отре на севере, Сентре и Вуанемон на северо-востоке, Жербекур-э-Аплемон на юге, Омельмон, Удревиль и Везелиз на юго-западе.

## Демография
Население коммуны на 2010 год составляло 60 человек.
| 1962 | 1968 | 1975 | 1982 | 1990 | 1999 | 2010 |
| ---- | ---- | ---- | ---- | ---- | ---- | ---- |
| 92   | 70   | 52   | 59   | 49   | 68   | 60   |